# Asclepíades (seguidor de Teodoro)
Asclepíades (em grego: Ασκληπιάδης; romaniz.: Asklepiádes) foi um oficial bizantino do século VI, ativo durante o reinado do imperador Justiniano. Nativo da Palestina e oriundo de uma rica família, foi importante apoiante de Teodoro na África. Quando informado por Maximino de sua conspiração, informou a questão para Teodoro e então Germano.